# 西原町 (宇都宮市)
西原町（にしはらちょう）は栃木県宇都宮市の地名。郵便番号は320-0826（宇都宮中央郵便局管区）。この記事では現在の西原町のほか旧町名としての「西原町」についても触れていく。
この西原町から分立した地域である西原一・二・三丁目は西原町と隣接しない別の場所に位置しているため、ここでは基本的に扱わない。

## 概要
宇都宮市の中心地の西側には、宝木台地と呼ばれる南北に長い台地が続いている。かつては雑木林や草原だったので、この台地は「西原」と呼ばれていた。この西原は、南北15km、東西4kmに広がり、北は徳次郎町付近から、南は現在の下野市付近まで続いている。標高は、北端で海抜約200m、下野市付近では約70m、中ほどの宝木1丁目付近では約140mと、北から南にかけて緩やかに傾斜しているが、河川は無く米作りには適していなかったため、薪や家畜の餌用の草を調達する場として使用され、住居は殆ど無かった。
現在の西原町は宇都宮市街地の南方に位置し、国道4号・国道119号の「川田入口」「西原」交差点周辺から不動前二丁目の東の旭陵通り沿いにかけての地域。西は不動前二丁目・不動前四丁目・陽南一丁目・陽南二丁目・江曽島町、北は花房一丁目・下河原町・下河原一丁目、東は簗瀬町・江曽島町（飛び地）・川田町、南は江曽島町と接する。
現在の町名としての西原町と宇都宮市役所に近い西原一・二・三丁目は隣接せず大きく離れたところに位置しているが、これは旧来の「西原町」が非常に広範囲を含む町名であったことを示している。住居表示が行われず現在も残る西原町の区域はかつての西原町の南端にあたり、1889年（明治22年）西原町成立時は北は泉町・清住、西は現在の「桜2丁目」交差点・滝谷町・栃木県立宇都宮高等学校・東武線南宇都宮駅近辺にかけて、東は下河原町・花房付近までの区域が相当していた。
市で定期的に催されている宇都宮市住居表示等審議会において、住居表示が行われず残る西原町の区域が江曽島町や川田町の飛び地が含まれ入り組んでいる状況から、将来の町名変更を含めた審議が行われている。

## 旧「西原町」の一部またはすべてを含んだ地域
宇都宮市街地西方の住宅地の多くが該当する。西原町から分離した時期等の歴史については各記事を参照のこと。
- 桜
- 睦町
- 西大寛
- 住吉町
- 幸町
- 操町
- 六道町
- 滝谷町
- 京町

- 明保野町
- 花園町
- 菊水町
- 吉野
- 弥生
- 滝の原
- 大和
- 日の出
- 宮原
- 陽南

- 清住
- 木幡
- 泉町
- 材木町
- 大寛
- 西原
- 一条
- 新町

- 花房
- 花房本町
- 下河原
- 天神
- 河原町
- 御蔵町
- 南大通り
- 不動前

## 歴史
「西原」の名は釜川の西方にある地であったことから。対応する「東原」という名も存在したが、宇都宮城築城の際に池を埋め立てて城下町を作ったために東原の名はなくなり、西原の地名のみが残った。

### 沿革
- 1886年（明治19年） - 河内郡西原村が西原町に改称。
- 1889年（明治22年）4月1日 - 町村制施行。河内郡西原町は宇都宮町の一部となり、河内郡宇都宮町西原町となる。
- 1896年（明治29年）4月1日 - 宇都宮町が市制施行。宇都宮市西原町となる。

## 世帯数と人口
2017年（平成29年）7月31日現在の世帯数と人口は以下の通りである。
| 町丁   | 世帯数  | 人口    |
| ------ | ------- | ------- |
| 西原町 | 974世帯 | 1,966人 |

## 小・中学校の学区
市立小・中学校に通う場合の学区は以下の通りとなる。
| 町丁   | 町丁 | 小学校                 | 中学校               |
| ------ | ---- | ---------------------- | -------------------- |
| 西原町 | 一部 | 宇都宮市立宮の原小学校 | 宇都宮市立一条中学校 |
| 西原町 | 一部 | 宇都宮市立横川西小学校 | 宇都宮市立陽南中学校 |

## 交通
西原町地内の「川田入口」「西原」の各交差点は宇都宮市南部の大ジャンクションであり、渋滞が頻発していた。この改善のために川田入口交差点の立体化が川田町方面の新道整備、新道とJR宇都宮線の立体化と合わせて進められ、2008年（平成20年）に開通した。

### 道路
- 国道4号（東京街道・宇都宮バイパス：「西原」交差点から南が下野市・小山市方面へ向かう東京街道、北東が宇都宮市街地の東を抜けてさくら市・矢板市方面へ向かう宇都宮バイパス。
- 国道119号（東京街道）：「西原」交差点から北へ延び、宇都宮市街へ向かっている。
- 陽南通り：「川田入口」交差点から西方面へ延び、江曽島・栃木街道方面へ向かう。
- 産業通り：「川田入口」交差点から東方面へ延び、川田町・下栗町方面へ向かう。

### 路線バス
「川田入口」交差点付近に位置する「川田入口」バス停は宇都宮市街地と郊外を結ぶ以下の系統の分岐点となっている。
- 関東バス
  - JR宇都宮駅 - 東武西口 - 一条中学校前 - 川田入口 - 県立がんセンター前 - 江曽島駅 - 西川田東
  - JR宇都宮駅 - 旭陵通り経由 - 栃木日産前 - 川田入口 - 自動車学校入口 - 龍泉院前 - 今宮2丁目 - 若松原 - 雀宮駅
  - JR宇都宮駅 - 東武西口 - 一条中学校前 - 川田入口 - 台新田 - 雀宮駅前 - 雀宮陸上自衛隊 - 石橋駅

## 主な施設
- 宇都宮グランドホテル（閉館）
- ヴィラ・デ・マリアージュ宇都宮
- 老人ホームいこいの森西原